# Zillhausen
Zillhausen ist ein Stadtteil von Balingen im Zollernalbkreis in Baden-Württemberg. Er liegt auf der Schwäbischen Alb, etwa auf halbem Weg zwischen Stuttgart und dem Bodensee.

## Geschichte
Zillhausen wurde 793 als Zillinhusir erstmals erwähnt. Vermutlich gab es auch hier eine Burg und einen Ortsadel, doch gelangte der Ort schließlich an die Herrschaft Schalksburg und damit an die Grafen von Zollern. 1403 fiel die Herrschaft Schalksburg an Württemberg und wurde dem Amt in Balingen zugeordnet. Im Wannental gab es von 1395 bis 1547  ein Kloster mit einer Stiftskirche. Ab 1806 gehörte der inzwischen dem Oberamt Balingen unterstellte Ort zum neu errichteten Königreich Württemberg und ab 1919 zum gleichnamigen Volksstaat. Zillhausen kam 1934 zum Kreis und 1938 zum Landkreis Balingen.
Am 1. Januar 1973 wurde Zillhausen nach Balingen eingemeindet.

## Politik

### Bürgermeister
- Paul Luppold (1962–1972)[3]

### Ortsvorsteher
- Paul Luppold (1973–1999)[3]
- Matthias Rädle (1999–2009)
- Björn Gruner (2009–2019)
- Peter Spieß (seit 2019)

### Wappen
Blasonierung: Unter blauem Schildhaupt, darin eine silberne Hirschstange, ein blauer Pfahl.
 Erklärung: Das blaue Schildhaupt dient lediglich als Unterlage für die württembergische Hirschstange, welche deren Zugehörigkeit zu Württemberg symbolisiert. Der blaue Pfahl in T-Form versinnbildlicht die landschaftliche Besonderheit, den Zillhauser Wasserfall, der in das so genannte Wunderloch fällt.
Zillhausen hat 872 Einwohner (Stand 2010) und ist über die L442 mit Balingen und Albstadt verbunden.

## Kultur und Sehenswürdigkeiten

### Bauwerke
Siehe auch: Liste der Kulturdenkmale in Zillhausen 

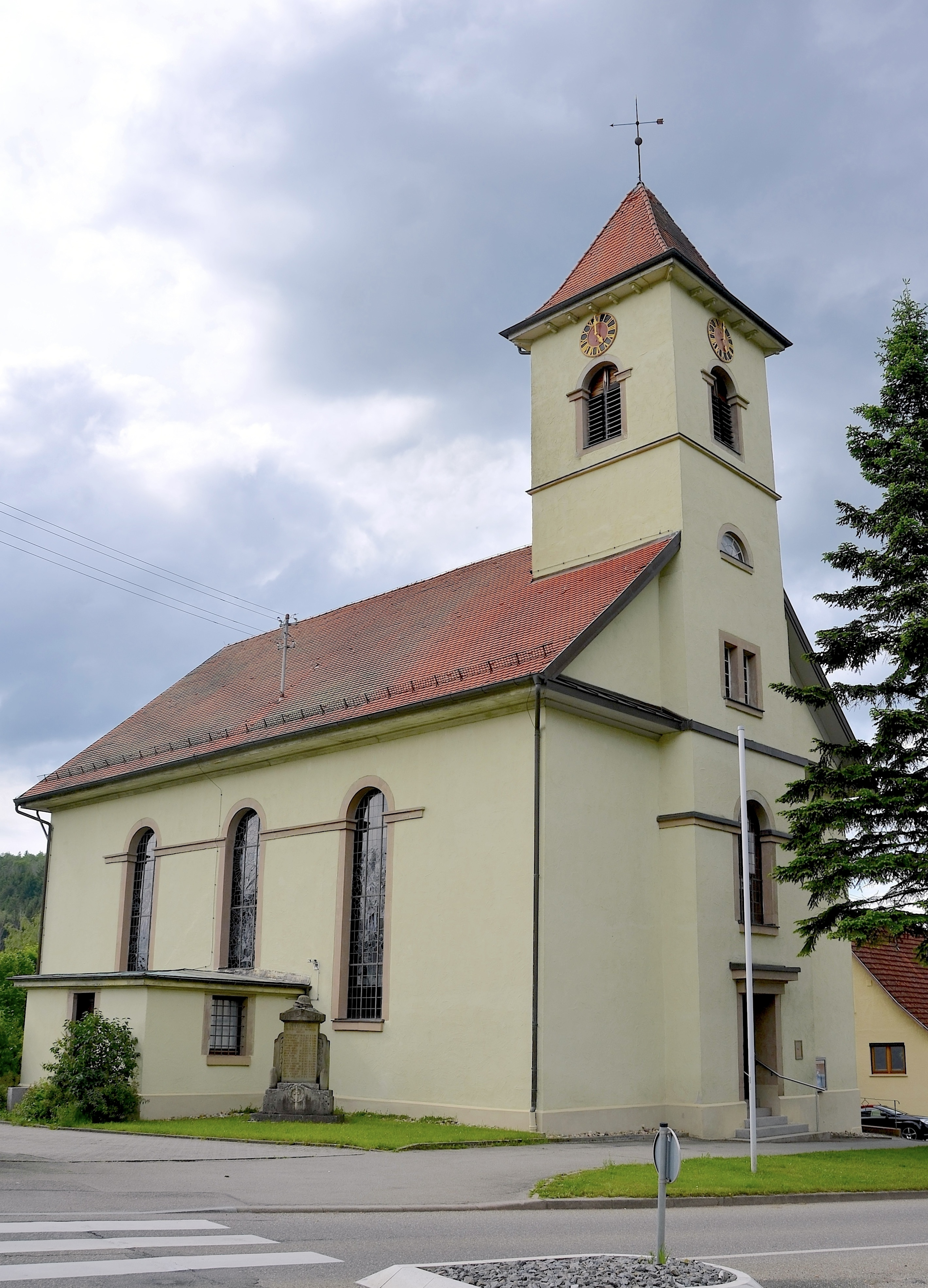
Johanneskirche mit Gefallenendenkmal

- Evangelische Johanneskirche Zillhausen, erbaut 1838 anstelle einer älteren Vorgängerkirche

### Naturdenkmäler

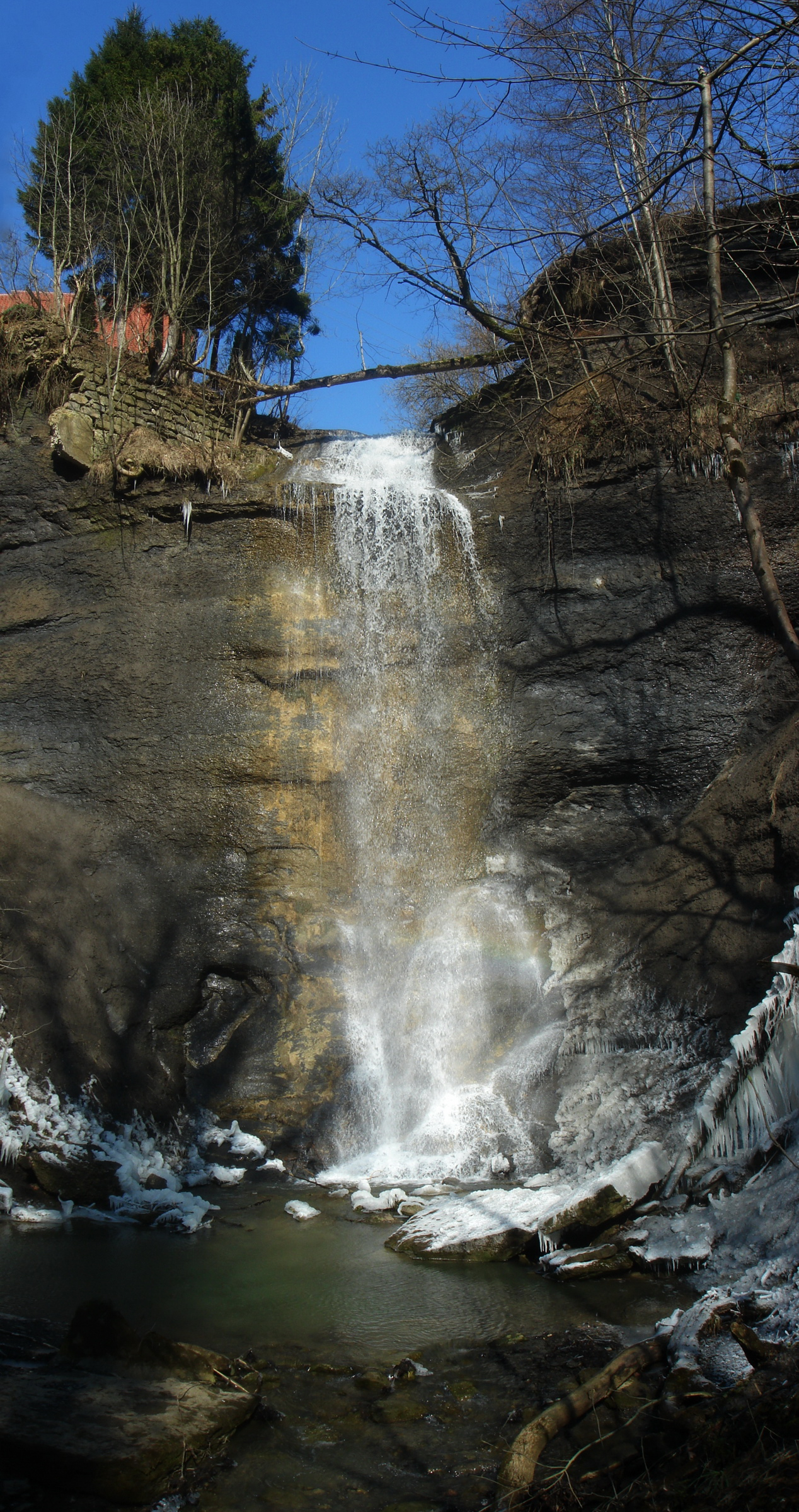
Zillhauser Wasserfall

Im Zillhauser Wasserfall stürzt der Büttenbach insgesamt 26 Meter tief in eine Schlucht, davon 17 Meter in freiem Fall. Der Wasserfall ist von einem Parkplatz unterhalb von Zillhausen über eine Treppenanlage zugänglich. Der Zillhauser Wasserfall ist seit Oktober 2018 als bedeutendes Geotop und Geopoint des UNESCO Geoparks Schwäbische Alb ausgezeichnet. Ein kleinerer Wasserfall liegt zwei Kilometer südlich im Wannental oberhalb von Stockenhausen.

## Persönlichkeiten
- Hans Eckle (1908–2012): evangelischer Pfarrer[4], inhaftierter Vortragsredner[5], Fotograf[6] und Reiseleiter[7].